# Rhynchostegiella capillacea
Rhynchostegiella capillacea là một loài Rêu trong họ Brachytheciaceae. Loài này được (Hornsch.) Visnadi & B.H. Allen miêu tả khoa học đầu tiên năm 1991.